# Alfa Romeo 159 (Formula 1)
L'Alfa Romeo 159 (o, se si intende l'esemplare usato al Goodwood Festival of Speed, Alfetta Tipo 159) deriva dalla Alfa Romeo 158, dominatrice dei Grand Prix dal dopoguerra a tutto il 1950, e, della sua illustre antenata, riprende l'impostazione generale, tranne che per la sospensione posteriore, che è ora del tipo De Dion, soluzione complessa e costosa, ma che i tecnici della casa milanese ritengono necessaria per potere scaricare a terra tutta la potenza del motore, che è notevolissima.
Basti pensare che al suo debutto ufficiale, nel Gran Premio d'Italia del 3 settembre 1950 (ultima gara del mondiale 1950 di Formula 1), il motore, un 8 cilindri in linea di 1500 cm³, alimentato con un compressore volumetrico Roots a due stadi, sviluppa ben 425 cavalli, a 9.300 giri/minuto, che arriveranno a 450 a 9.500 giri/minuto nel Gran Premio di Spagna, ultima e decisiva prova del mondiale 1951 di Formula 1. Anche gli altri numeri di questa monoposto sono da record: il peso è di soli 710 kg, il rapporto peso/potenza, al debutto, è di 1,67 kg/cv, la capacità dei serbatoi, con l'adozione di due serbatoi laterali supplementari è di 300 litri (ma si giungerà anche ai 320 litri, nel Gran Premio di Gran Bretagna, ed ai 350 litri del Gran Premio del Belgio), la velocità di punta è di 305 km/h.
Anche il consumo di carburante era da record: l'Alfa Romeo 159 percorreva 580 metri con un litro.

## I Gran Premi

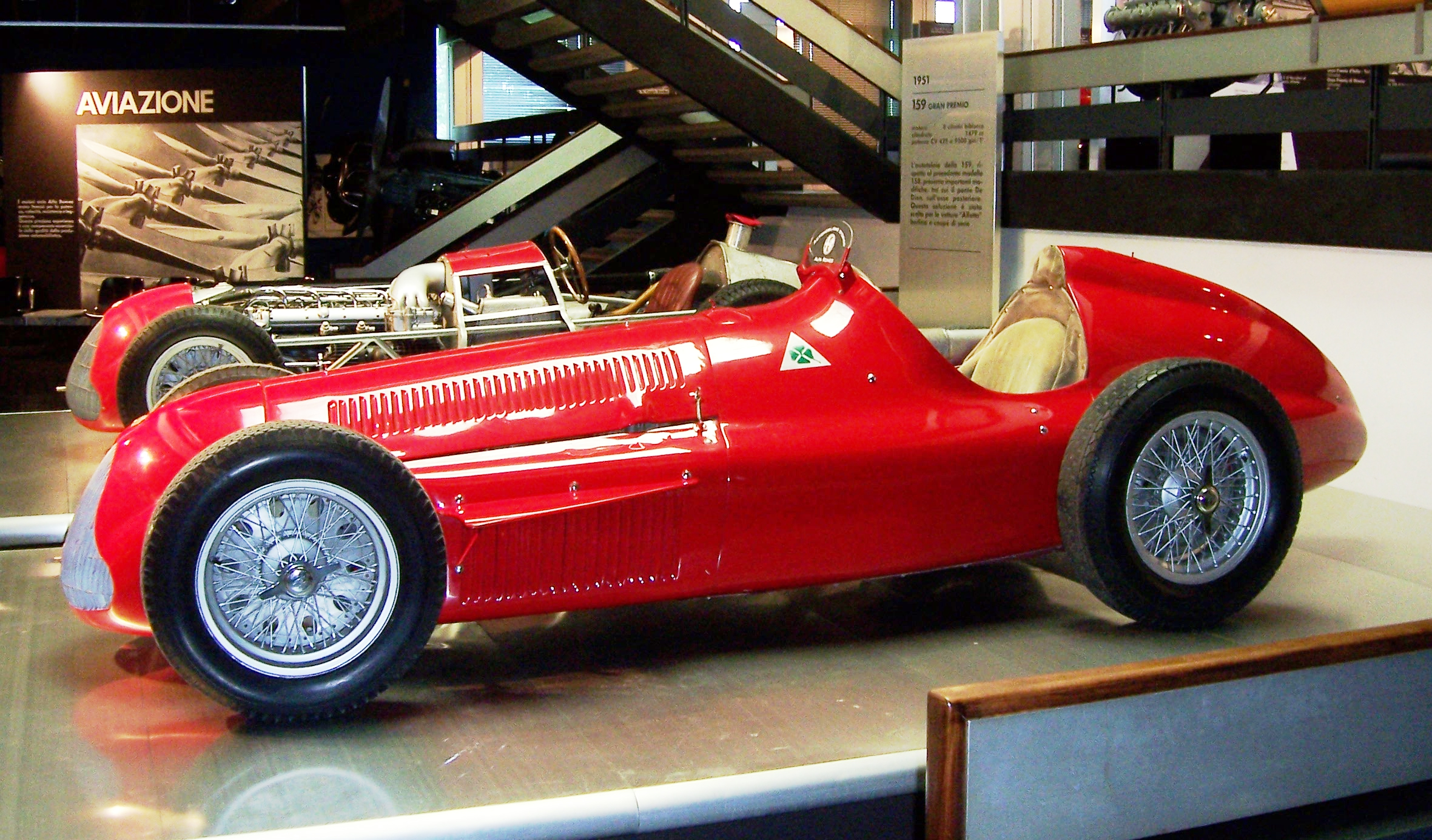
Un esemplare conservato nel Museo storico Alfa Romeo ad Arese.

L'Alfa Romeo 159 debutta ufficialmente nel XXI Gran Premio d'Italia del 3 settembre 1950, con alla guida Nino Farina, che vincerà sia il Gran Premio, sia il titolo mondiale, e Juan Manuel Fangio, che, invece, non giungerà al traguardo. È su questa vettura che l'Alfa gioca le sue carte nel mondiale 1951 di Formula 1, per contrastare una Ferrari sempre più forte, ed i fatti daranno ragione ai tecnici milanesi.
L'Alfa Romeo 159, infatti,  si aggiudica i primi 3 Gran Premi del mondiale 1951 di Formula 1, e cioè, il Gran Premio della Svizzera del 27 maggio, con Juan Manuel Fangio, il Gran Premio del Belgio, del 17 giugno, con Nino Farina, ed il Gran Premio di Francia del 1º luglio, ancora con Fangio. Si aggiudicherà, infine, anche l'ultimo Gran Premio di quell'anno, e cioè, il Gran Premio di Spagna del 28 ottobre. Da notare che in tutti e 7 i Gran Premi di quell'anno (non considerando la 500 Miglia di Indianapolis) l'Alfa 159 si aggiudica il giro più veloce in gara, 5 volte con Fangio, e 2 volte con Farina, dimostrando notevolissime doti velocistiche e di guidabilità.
Altri Gran Premi vinti nel 1951, ma non validi per il mondiale, sono: il V Ulster Trophy del 2 giugno, con Farina; il V Gran Premio di Bari del 2 settembre, con Fangio, ed il IV Goodwood Trophy del 29 settembre, ancora con Farina.

## Conclusioni

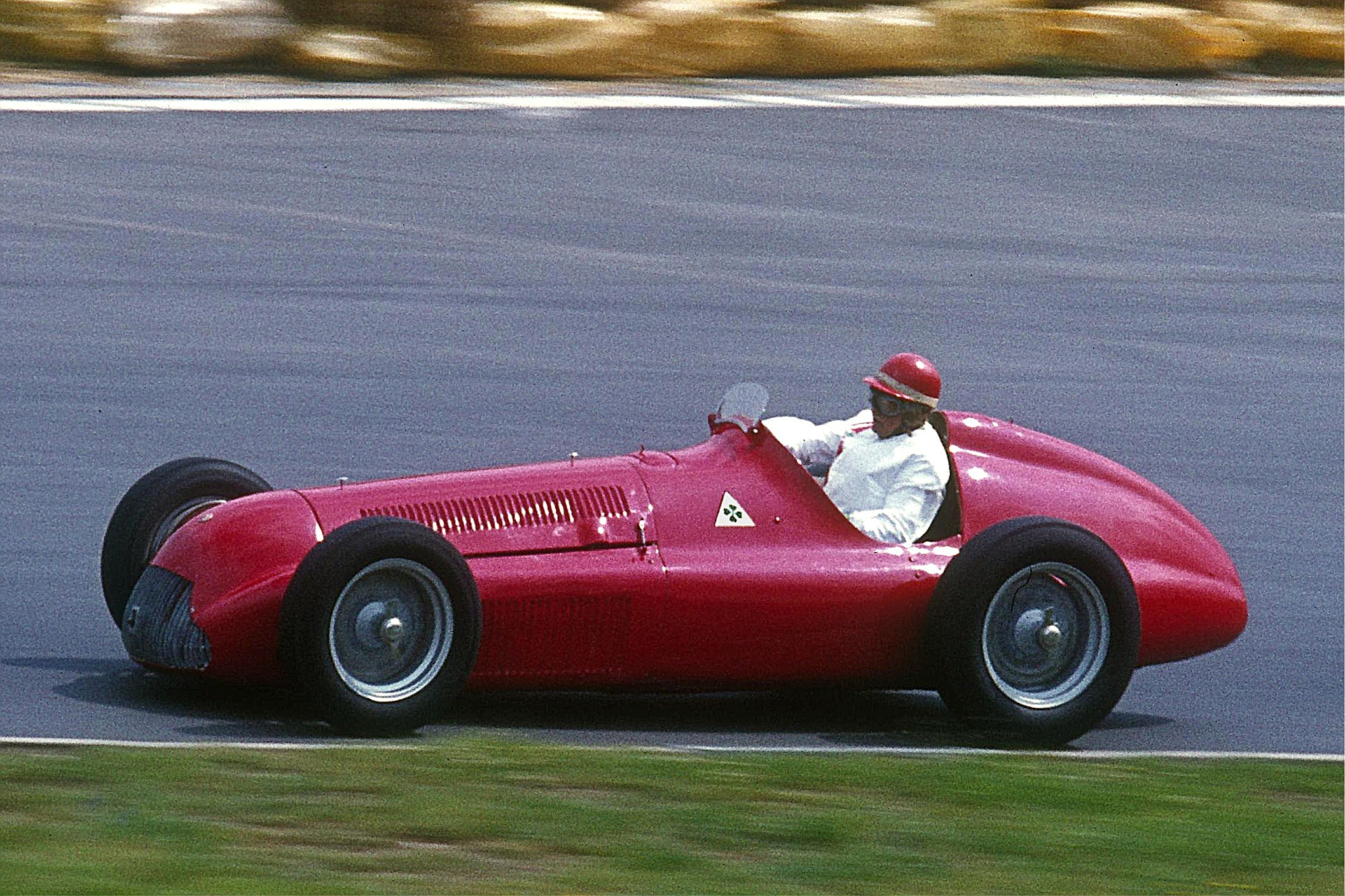
La 159 in azione.

L'Alfa Romeo 159 lascia un segno indelebile nella storia della Formula 1, perché è stata l'auto alla cui guida il leggendario Fangio si è aggiudicato il suo 1º titolo mondiale, ed infine, perché, al termine della stagione 1951, l'Alfa Romeo, ormai paga dei risultati ottenuti, ma, soprattutto, impegnata nel rilanciare la propria produzione di vetture di serie, decide di ritirarsi dalla Formula 1.
Vi rientrerà negli anni '60, come fornitrice di motori per LDS e Alfa Special, poi nel 1971, con una esperienza brevissima e non fortunata di fornitrice di motori (il motore 8 cilindri a V della vettura sport Alfa Romeo 33/3) alle March 711 di Andrea De Adamich e Nanni Galli. Ma il vero rientro ufficiale della casa milanese nel mondo della Formula 1 porta la data del 26 ottobre 1975, quando, sulla pista sperimentale di Balocco, verrà presentata alla stampa la Brabham BT45 Alfa Romeo.

## L'erede designata
Verso il 1952 venne ideata, a cura di Giuseppe Busso e del suo reparto, anche l'Alfa Romeo 160, che avrebbe costituito una decisa fuga in avanti rispetto al modello 159. Era infatti progettata con motore centrale 12 cilindri boxer inizialmente da 2000 cm³, poi da 2500 cm³, trazione integrale, cambio posteriore, telaio a trave tubolare unica collegante motore e cambio, sospensioni della 159, freni inboard all'anteriore e al posteriore, posto guida dietro l'asse delle ruote posteriori. Il progetto, i cui primi schizzi completi furono pronti il 13 luglio 1952, entusiasmò tutti quelli che ne furono a conoscenza, Juan Manuel Fangio incluso.
Il motore, tuttora visibile presso il Museo Alfa Romeo di Arese (lo si riconosce subito perché la fusione del basamento incorpora l'alloggiamento del differenziale anteriore), inizia a girare al banco nel 1955.
La direzione dell'epoca interruppe però lo sviluppo e impose una rotta precisa; quegli uomini, che dell'Alfa furono il punto di forza, dovevano concentrarsi su un altro e ben più importante progetto cui stavano dando forma in quegli anni: quello della Giulietta.